# Slavonski Kobaš
Slavonski Kobaš – wieś w Chorwacji, w żupanii brodzko-posawskiej, w gminie Oriovac. W 2011 roku liczyła 1230 mieszkańców.